# Nenäsvaara
Nenäsvaara är en ödeby i Gällivare kommun, Norrbottens län. 
Nenäsvaara grundades 1836 av Anders Umström och orten omnämns första gången i husförhören 1839–1845, varvid sju personer anges som invånare. Vid folkräkningen 1890 hade orten 13 invånare och var ännu bebodd 1928.